# Mouret, Aveyron
 Mouret là một xã ở tỉnh Aveyron, thuộc vùng Occitanie ở miền nam nước Pháp.